# Scott Vincent (golfe)
Scott Vincent (nascido em 20 de maio de 1992) é um golfista profissional zimbabuano que joga no European Tour e no Asian Tour. Ele representou o Zimbábue na Copa do Mundo de Golfe de 2018 e nos Jogos Olímpicos de Verão de 2020

## Vitórias amadoras
- Players Amateur 2014

## Vitórias profissionais (1)

### Vitória no Japão Challenge Tour (1)
| Nº | Data                | Torneio            | Pontuação vencedora  | Margem de vitória | Vice-campeão      |
| -- | ------------------- | ------------------ | -------------------- | ----------------- | ----------------- |
| 1  | 14 de junho de 2019 | Landic Challenge 7 | −16 (66-65-69 = 200) | 5 pancadas        | Tomoyasu Sugiyama |

## Recorde de playoff
Registro de playoff do Japan Golf Tour (0-1)
| Nº | Ano  | Torneio                             | Oponentes                      | Resultado                                                                               |
| -- | ---- | ----------------------------------- | ------------------------------ | --------------------------------------------------------------------------------------- |
| 1  | 2021 | Torneio Pro-Am de Parceiro de Golfe | Shaun Norris , Tomoharu Otsuki | Norris venceu com par no segundo hole extra. Otsuki eliminado por par no primeiro hole. |

## Resultados em campeonatos mundiais de golfe
| Torneio      | 2018 |
| ------------ | ---- |
| Championship |      |
| Match Play   |      |
| Invitational |      |
| Champions    | T37  |

"T" = Empatou

## Aparições em times
Amador
- Troféu Eisenhower (representando o Zimbábue)[4]: 2010, 2012

Profissional
- Copa do Mundo de Golfe (representando o Zimbábue): 2018